# Tomislav Franjković
Tomislav Franjković   (Korčula, 19 de maig de 1931 - Korčula, 11 d'octubre de 2010) va ser un waterpolista croat que va competir sota bandera iugoslava durant la dècada de 1950.
El 1956 va prendre part en els Jocs Olímpics de Melbourne, on guanyà la medalla de plata en la competició de waterpolo. En el seu palmarès també destaca una medalla de plata al Campionat d'Europa de waterpolo de 1954.